# Tipula penobscot
Tipula penobscot är en tvåvingeart som beskrevs av Alexander 1915. Tipula penobscot ingår i släktet Tipula och familjen storharkrankar. Inga underarter finns listade i Catalogue of Life.